# Victoria (rivier in Australië)

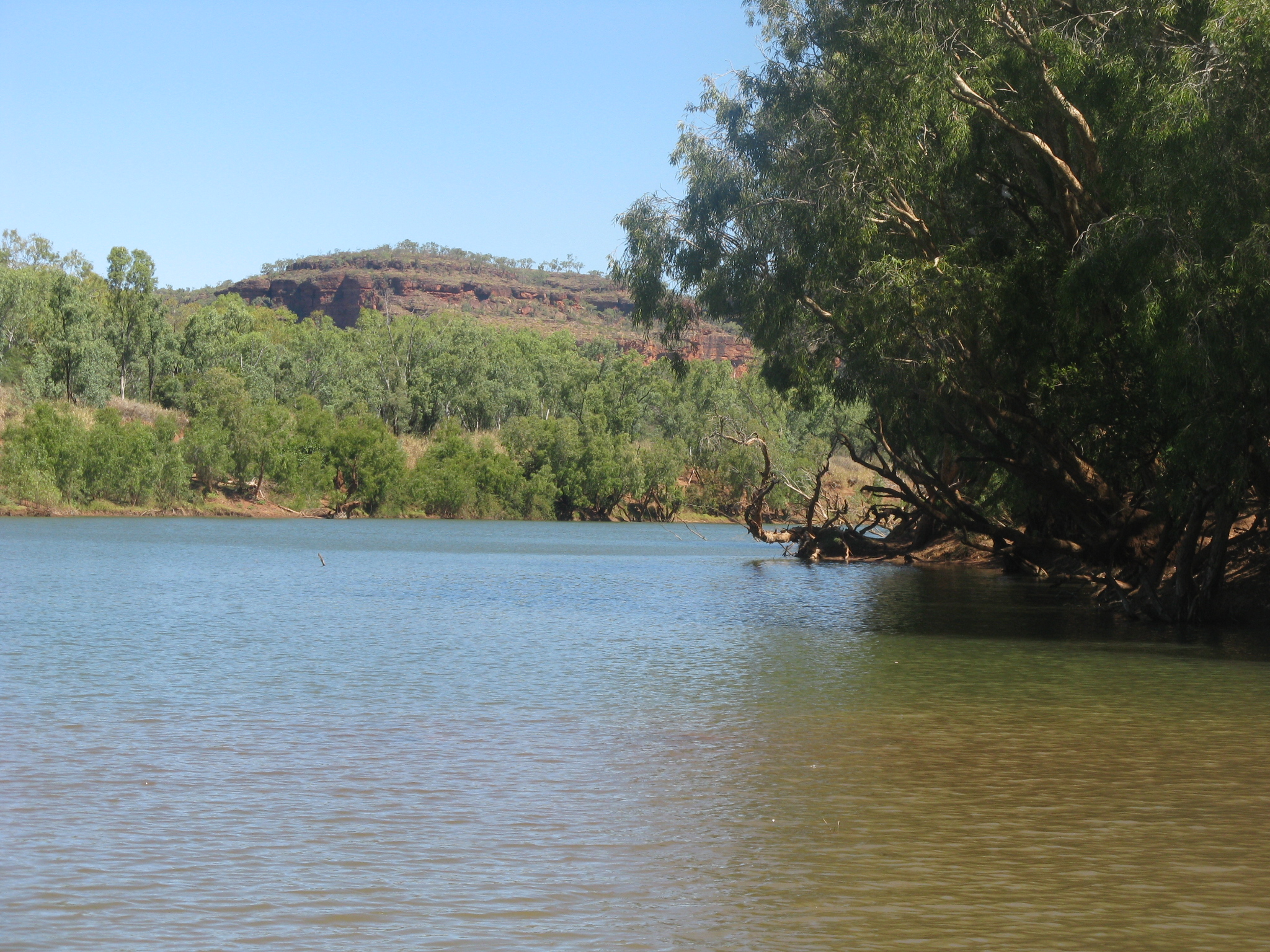
De Victoria bij Roadhouse

De Victoria is een rivier in het Noordelijk Territorium, in Australië. Zij is met haar 560 km de langste permanente rivier van het Noordelijk Territorium. De rivier mondt uit in de Joseph Bonaparte-golf, een onderdeel van de Timorzee.
De omgeving van de monding maakt deel uit van het natuurgebied, tevens Important Bird Area Joseph Bonaparte Bay, dat bekend is om de vele soorten watervogels.